# Pasul Bernina
Pasul Bernina (italiană Passo del Bernina) este o trecătoare situată în munții Alpi, cantonul Graubünden, Elveția. Inățimea maximă a pasului atinge 2'328 m și leagă regiunea Engadin în nord cu valea Puschlav (it. Valposchiavo) din Elveția și valea Veltlin din Italia. In linia aeriană distanța dintre vârful și poalele masivului traversat de pas este de numai 13 km spre Pontresina (1805 m ) și 8 km până la Poschiavo (1093 m). Pe culmea trecătorii se află motelul Ospizio Bernina și două lacuri alpine alimentate de Lej Nair.

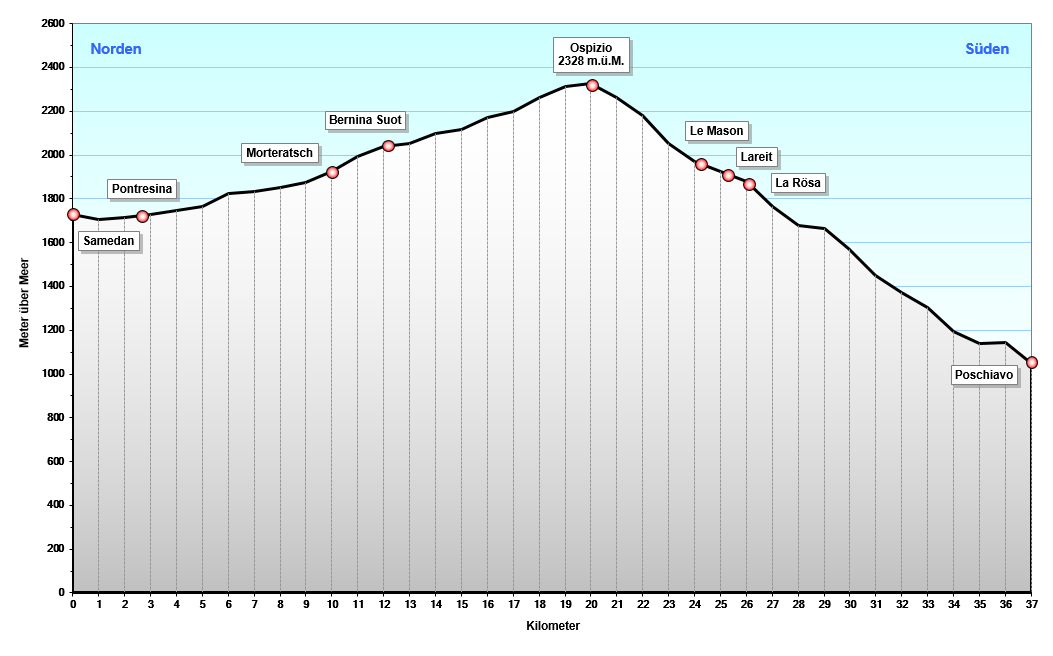
Profilul de altitudine al pasului

## Legături externe

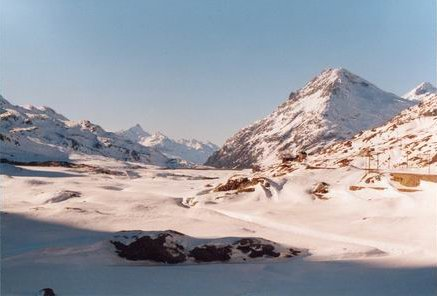
Bernina-Passhöhe bei Ospizio Bernina
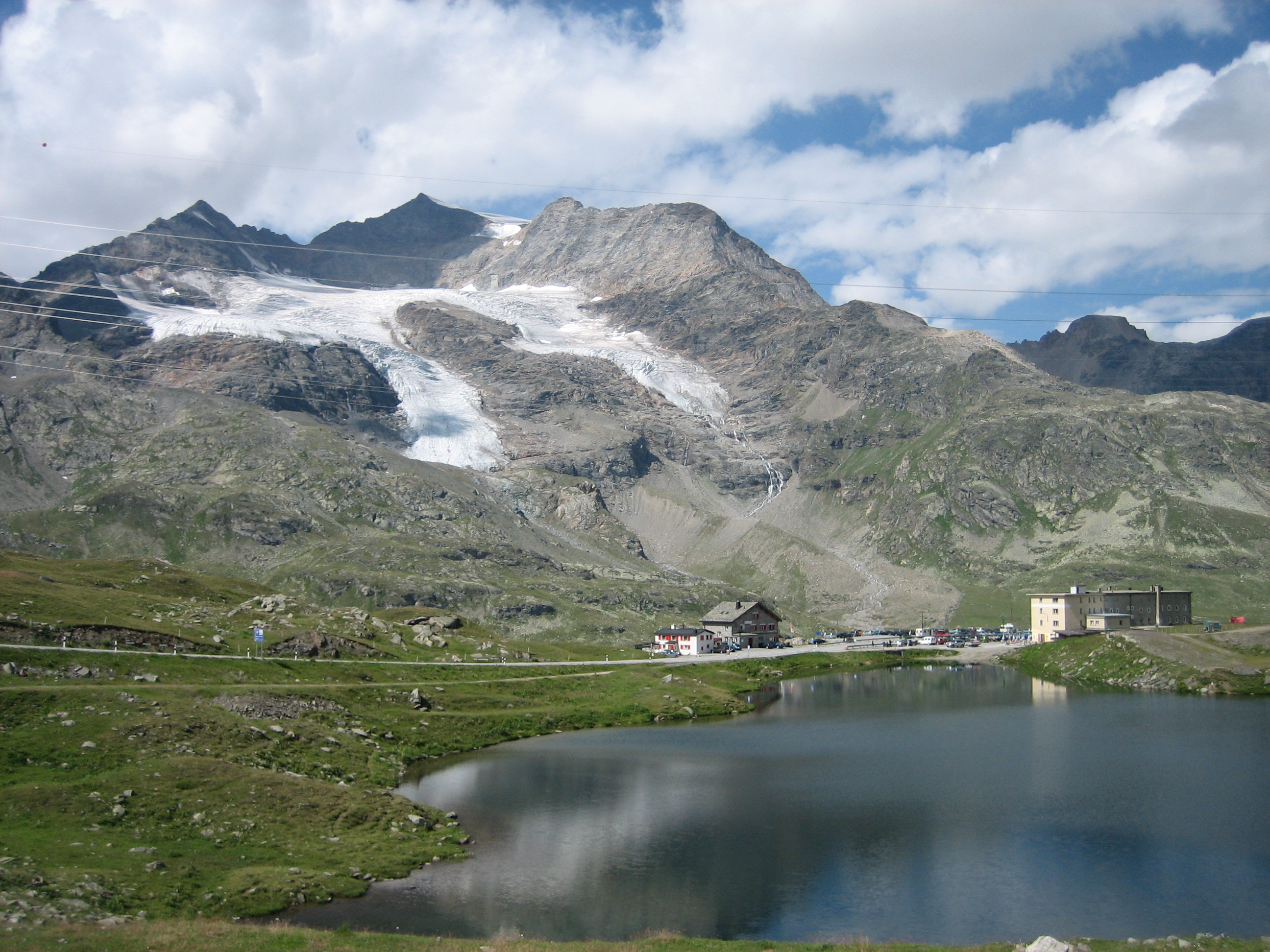
Hospiz
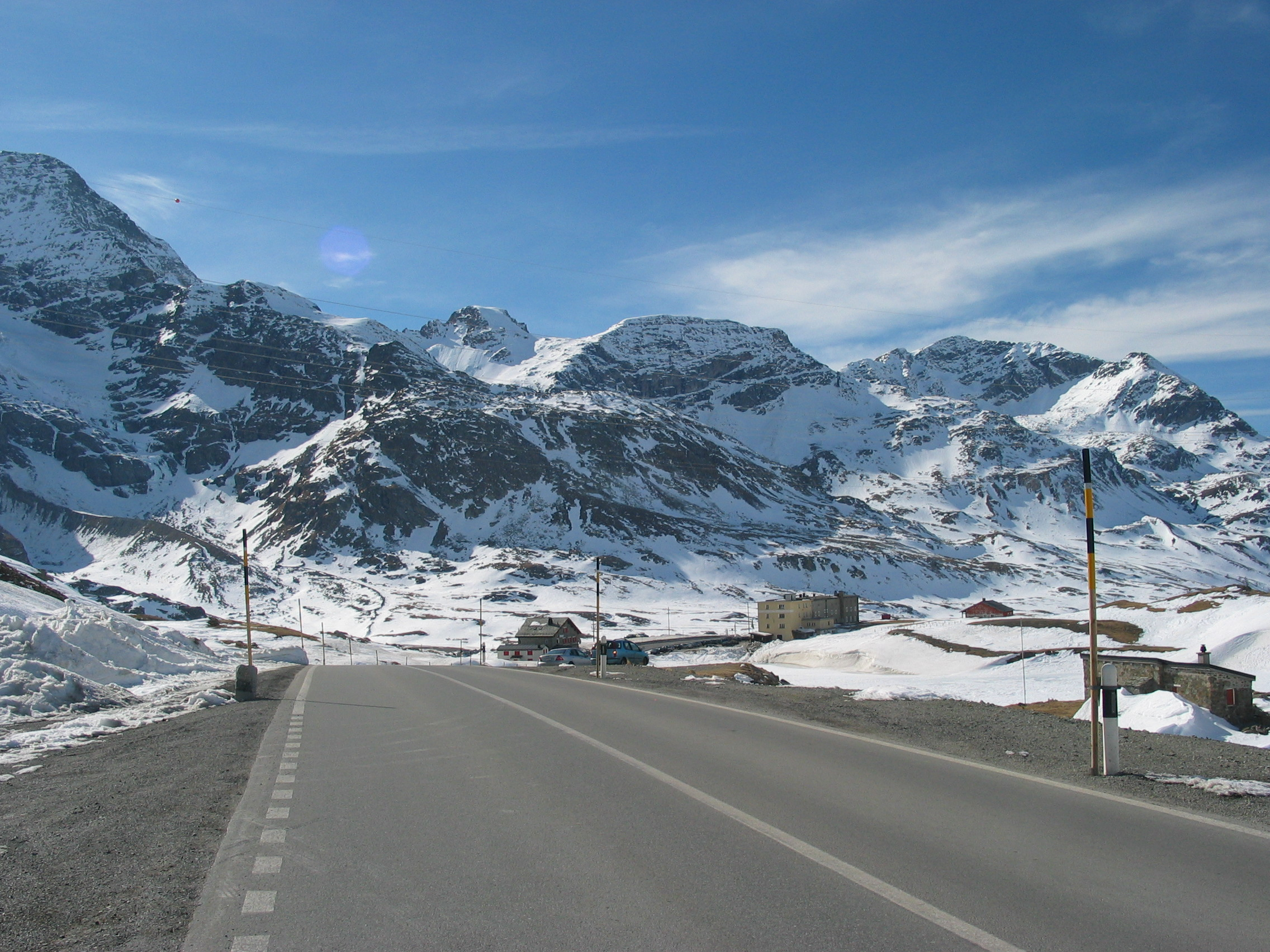
Ospizio Bernina
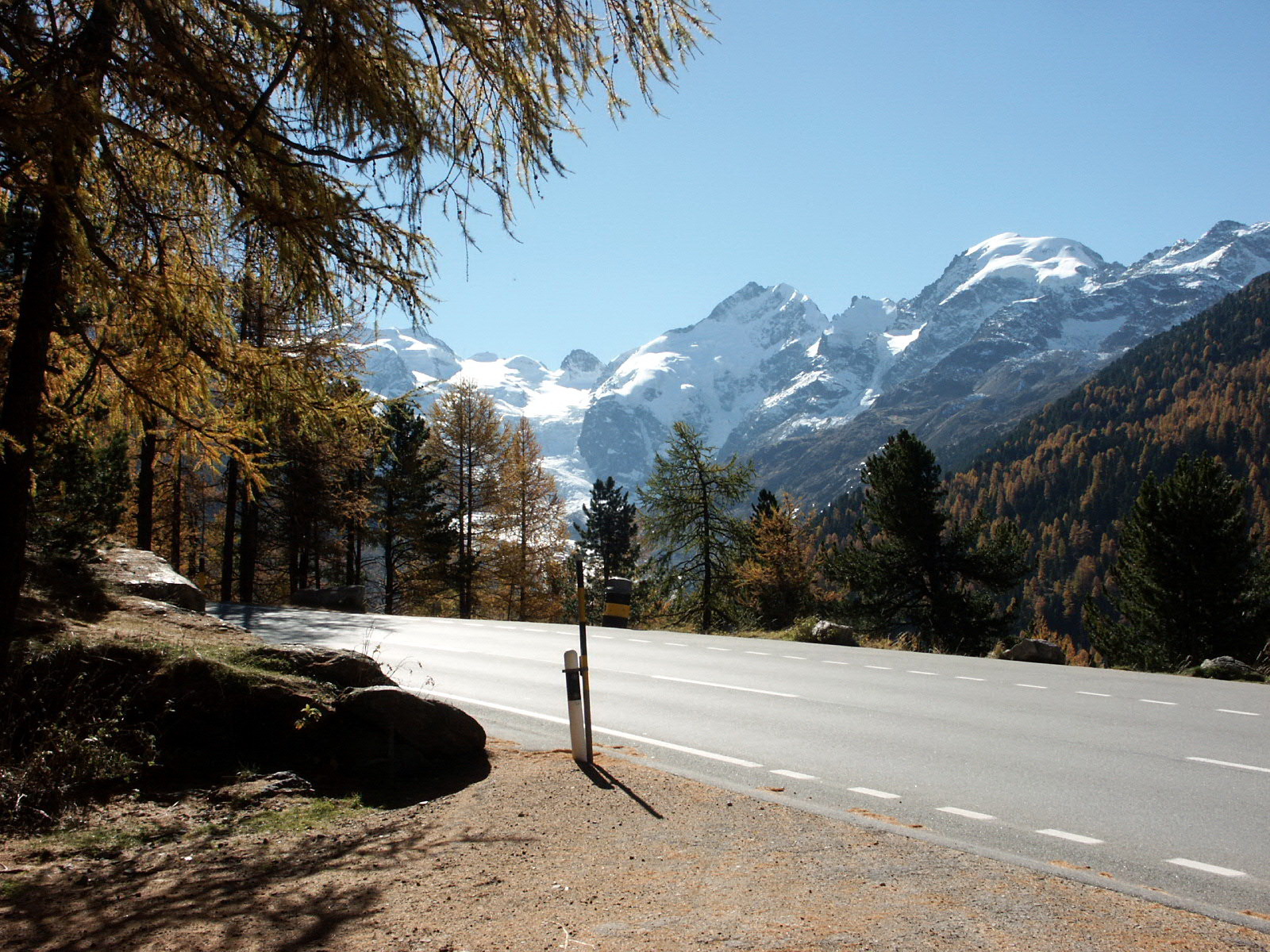
Berninagruppe am Berninapass